# Charles Matet
Charles Matet (Montpellier, 13 de febrero de 1791-ídem, 19 de julio de 1870) fue un pintor francés. Contó entre sus discípulos con Alexandre Cabanel.

## Biografía
Nacido en la ciudad de Montpellier el 13 de febrero de 1791, era hijo de Marianne Couloudre y de Antoine François Matet, financiero, pintor y profesor de dibujo. Charles Paulin François Matet comenzó su formación con su padre. Más adelante se trasladó a París para perfeccionarse en el taller de Louis Hersent.
Retratista reconocido durante la Restauración y el Segundo Imperio, Charles Matet es una figura relevante de la pintura de Montpellier. Profesor en la Escuela de Bellas Artes de Montpellier desde 1827, sucedió en 1837 a François-Xavier Fabre como conservador del museo Fabre, plaza que ocupó hasta su muerte, ocurrida el 19 de julio de 1870. 
Realizó centenares de retratos de miembros de la alta sociedad de Montpellier, pero también algunas escenas de género. Asimismo, formó a numerosos alumnos, entre los que destacaron Alexandre Cabanel, Ernest Michel, Édouard-Antoine Marsal, Eugène Castelnau, Alfred Bruyas, Antoine Guillaume Trinquier, Antonin Marie Chatinière, el escultor Auguste Baussan. Entre las personalidades que lo visitaban se encontraba Frédéric Bazille.

## Trayectoria
Expuso en el Salón de París de 1824 a 1869. En concreto, en 1833 expuso un retrato de hombre (n°812), que tuvo gran aceptación. En 1859 presentó un estudio de Cabeza de hombre (Tête d'homme, étude), conservada en el museo de Laón. Es también autor del retrato de Monseñor Marie-Nicolas Fournier (1750-1834), obispo de Montpellier de 1806 à 1834; de Étienne Frédéric Bouisson-Bertrand (1813-1884), profesor Fisiología de la Facultad de Medicina de Estrasburgo de 1838 a 1840 y más tarde de Montpellier (1840- 1884); de Eugène Estor (1796-1856), de Michel Serre; de Pierre Marcel Toussaint de Serres de Mesplès (1780-1862); de Édouard Albert Roche (1820-1883); de Joseph Diez Gergonne (1771-1859); y del retrato de Frédéric Sabatier d'Espeyran, née Félicie Durand.
El 14 de agosto de 1857, fue nombrado caballero de la orden de la Legión de Honor.

## Galería

Obras de Charles Matet
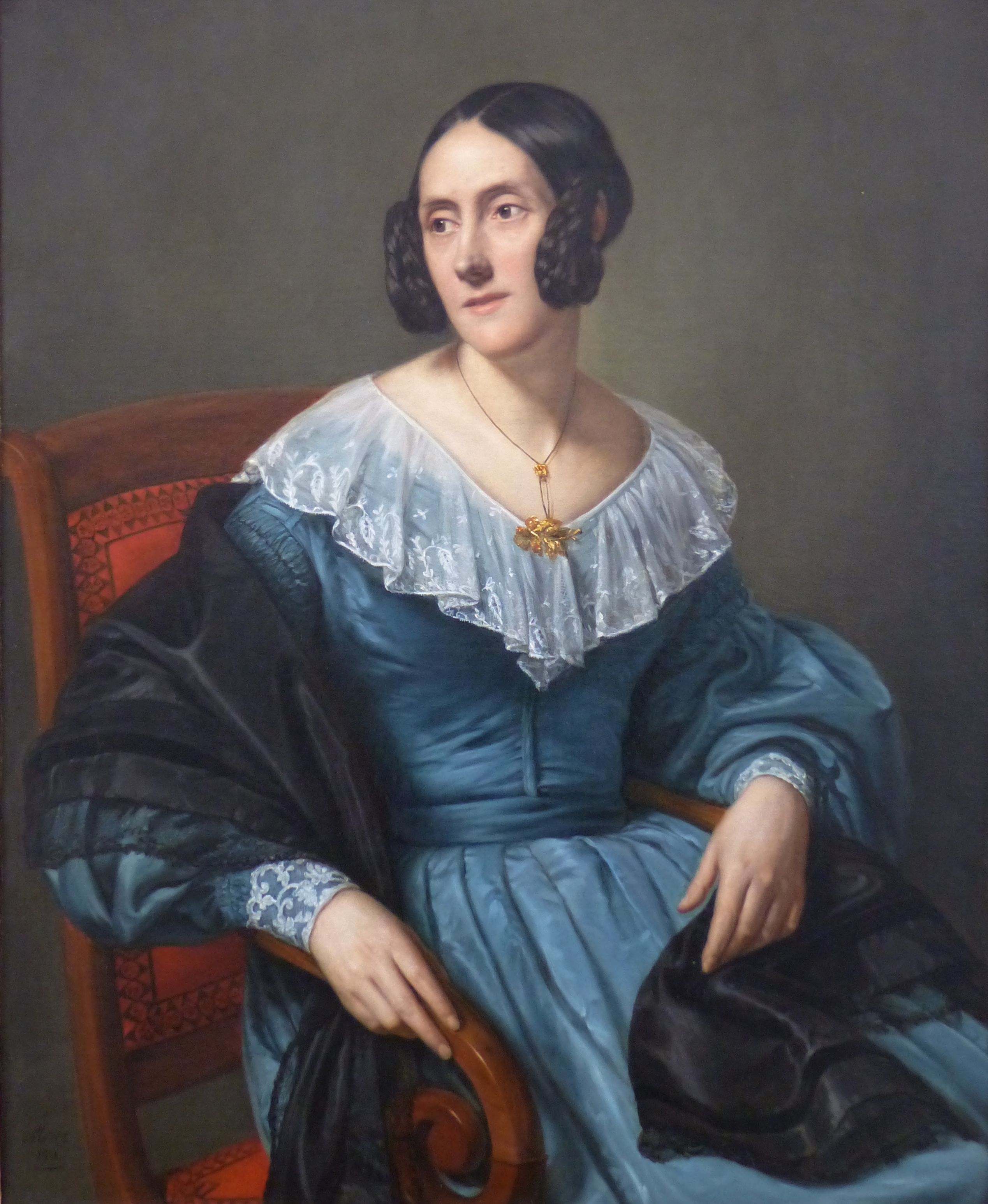
Mademoiselle de Lassus (1844), Montpellier, musée Fabre
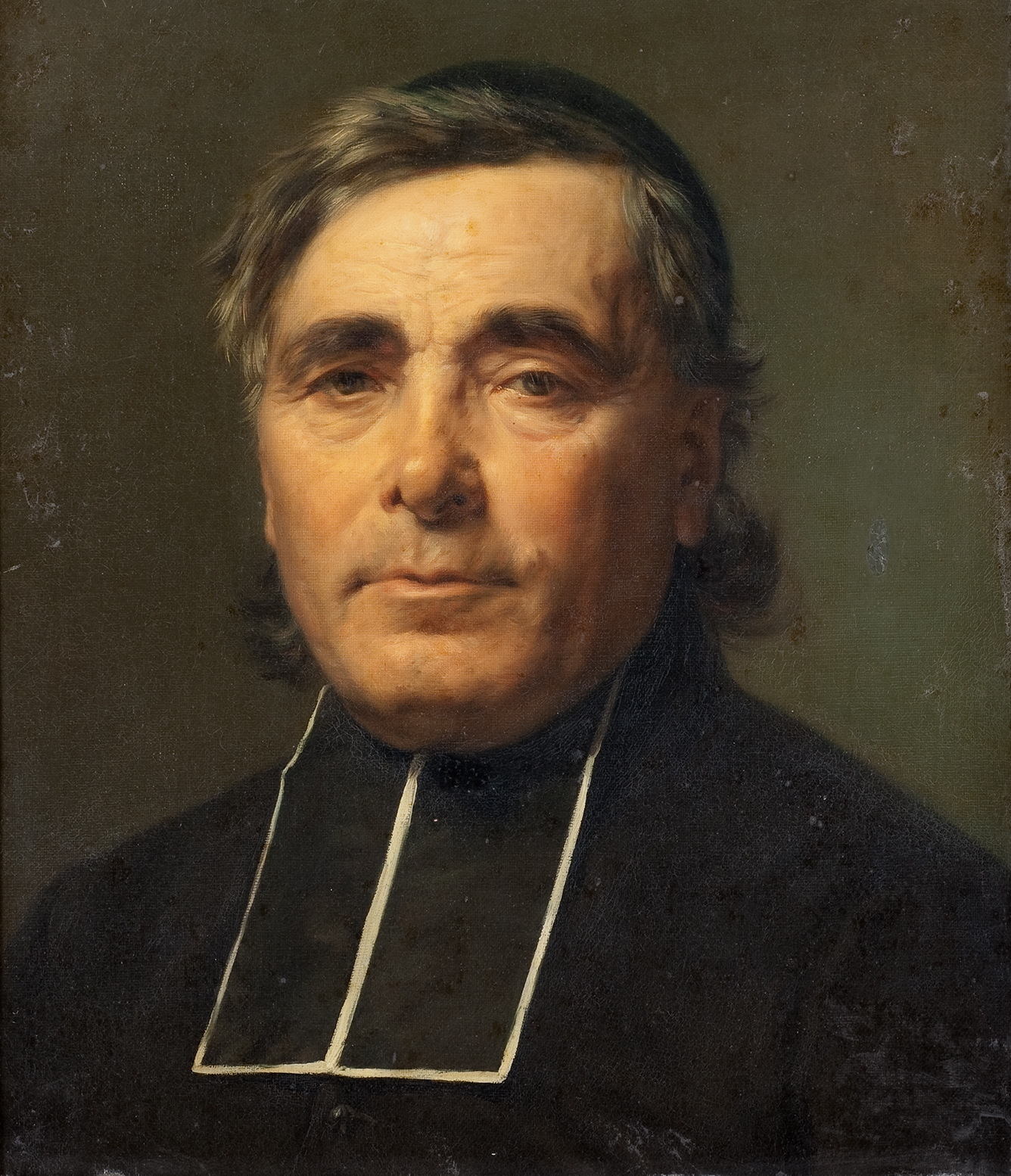
Un Prêtre, Montpellier, musée Fabre
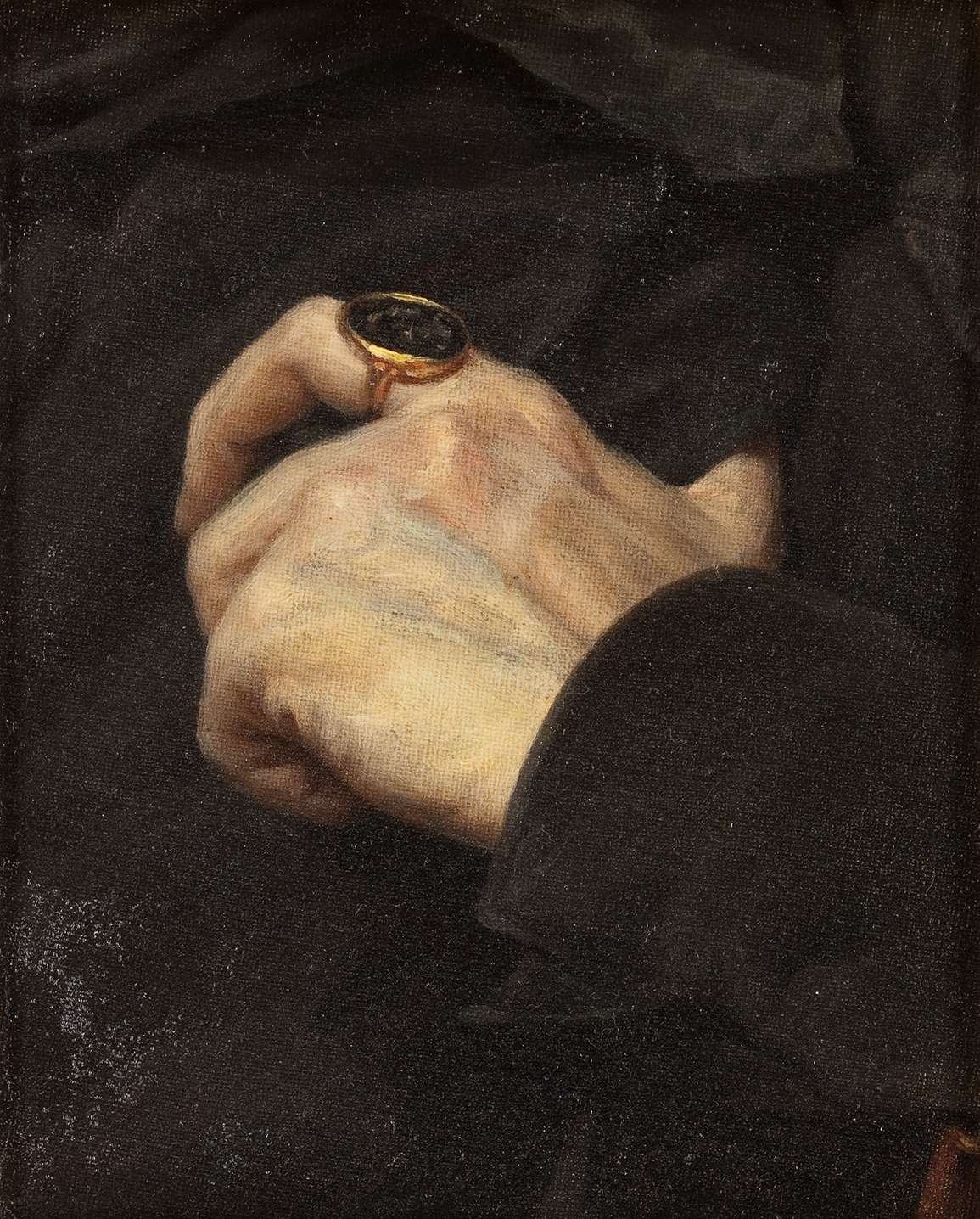
Mano izquierda de Alfred Bruyas (c. 1845-1848), Montpellier, musée Fabre
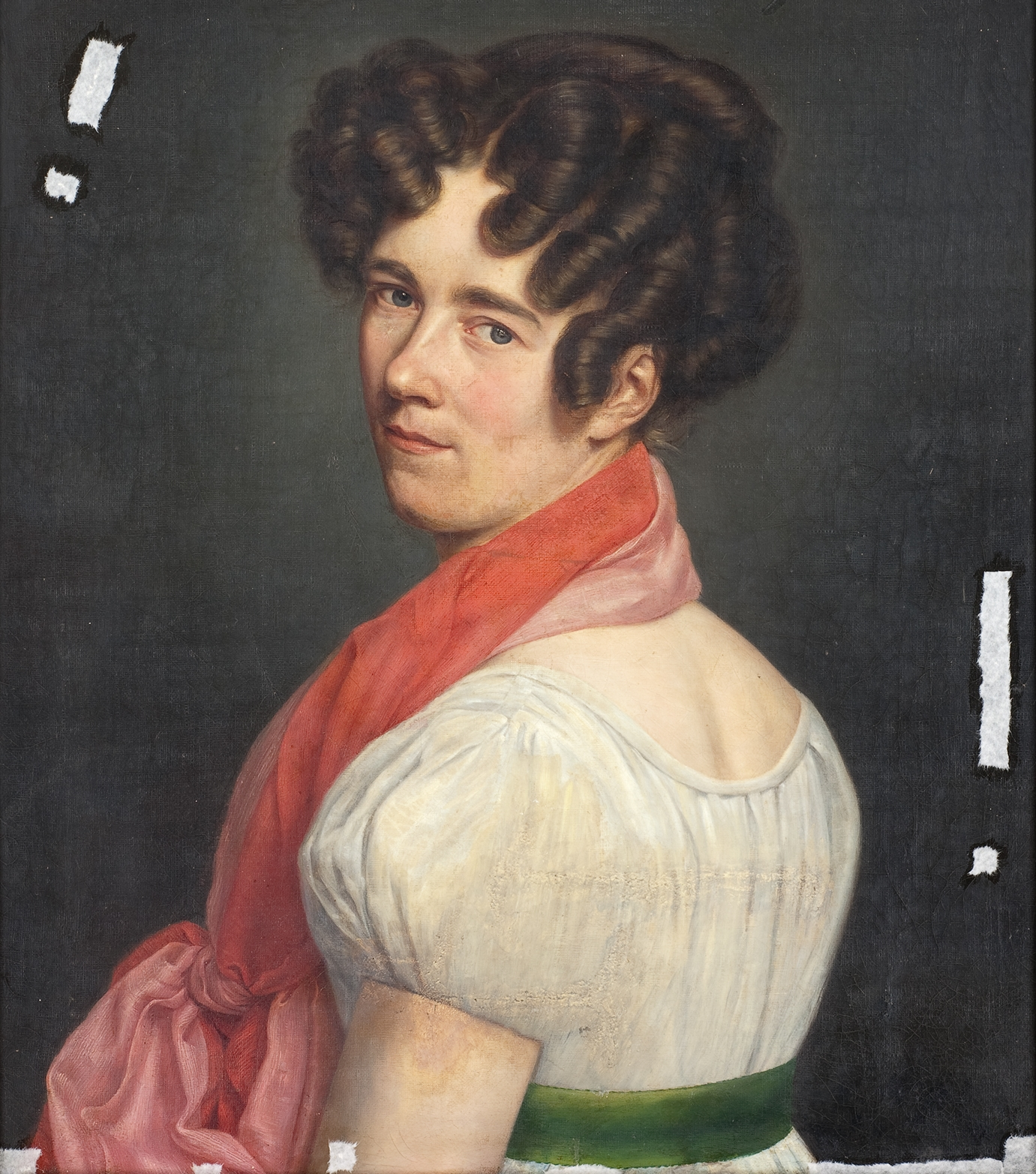
Sophie de Bay, primera esposa de Charles Matet, Montpellier, musée Fabre
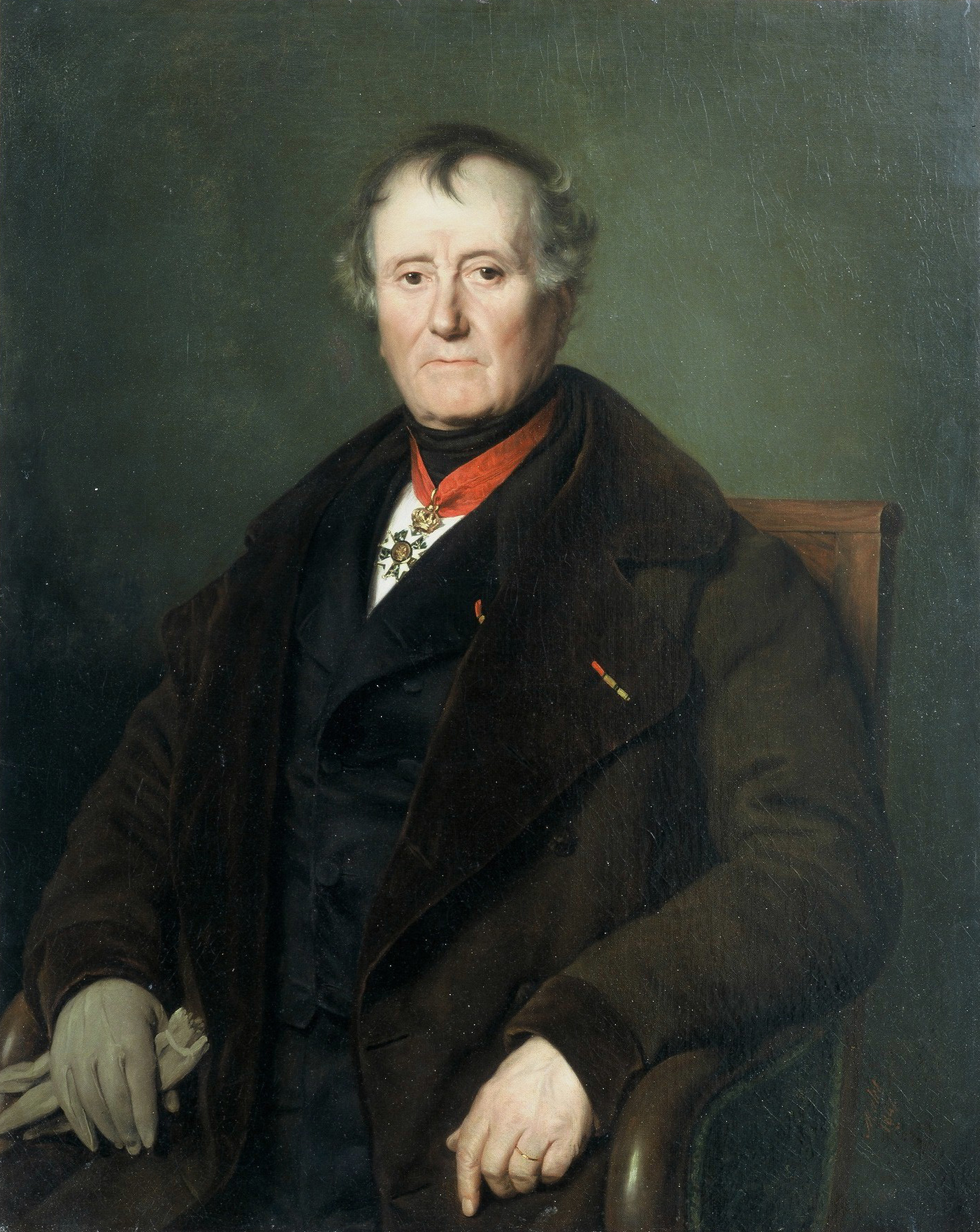
Hilaire-Benoît Reynaud, general y barón del Segundo Imperio (1847)